# Daphne taylorii
Daphne taylorii är en tibastväxtart som beskrevs av Josef Jakob Halda. Daphne taylorii ingår i släktet tibaster, och familjen tibastväxter. Inga underarter finns listade i Catalogue of Life.